# Gare de Kerhostin
Gare de Kerhostin vasútállomás Franciaországban, Saint-Pierre-Quiberon településen.

## Vasútvonalak
Az állomást az alábbi vasútvonalak érintik:
- Auray–Quiberon-vasútvonal

## Kapcsolódó állomások
A vasútállomáshoz az alábbi állomások vannak a legközelebb:
- Halte de L'Isthme (Gare d’Auray, Auray–Quiberon-vasútvonal)
- Gare de Saint-Pierre-Quiberon (Gare de Quiberon, Auray–Quiberon-vasútvonal)